# يوسف المسمار
يُوسف المسمار (5 أبريل 1943 -) هو كاتب ومؤلف وشاعر لبناني معاصر.

## حياته ونشأته
من مواليد 5 نيسان 1943 في مدينة الهرمل - لبنان. أتم دراسته الابتدائية في الهرمل وانتقل بعدها إلى بيروت حيث تابع الدراسة التكميلية والثانوية والجامعية

## مسيرته
شارك بإصدار مجلة الجامعة سنة 1964 كمدير للتحرير مع الزميلين سيمون عواد وسهيل مطر كتب مقالات عديدة في الشؤون الاجتماعية والفلسفية والسياسية والاقتصادية والأدبية وأشعار قومية اجتماعية وكانت أهم محاضراته في الحلقات الإذاعية لطلبة الحزب السوري القومي الاجتماعي تتعلق بتوضيح الفلسفة المدرحية القومية الاجتماعية مستعملا أسماء مستعارة عديدة وذلك بعد المحاولة الانقلابية التي قام بها الحزب في عهد الرئيس فؤاد شهاب وقد اشترك بتشكيل أول خلية حزبية مع مجموعة من الطلبة في كلية الحقوق والعلوم السياسية والاقتصادية وكانوا جميعهم غير منتسين إلى الحزب وهذا ما جعلهم بعيدين عن أعين السلطات اللبنانية وملاحقتها لأعضاء الحزب.
في العام 1965 كلّفه رئيس الحزب المؤقت الأمين عصام المحايري بترؤس مكتب الطلبة في الحزب في لبنان بعد تقديم استقالة المفوض العام للحزب في لبنان هنري حاماتي ورئيس شعبة الجامعيين جمال فاخوري وإلقاء القبض على رئيس شعبة الطلبة الثانويين جورج قيصر في لبنان وترحيله إلى الشام باعتباره كان ناموساً لمكتب الطلبة، وقد استمر كرئيس لمكتب الطلبة منذ العام 1965 حتى 1968 حيث كُلِّف لبيب ناصيف برآسة شعبة الطلبة الجامعيين وبهيج أبو غانم برآسة شعبة الطلبة الثانويين. وفي هذه الأثناء اكتشفت السلطات اللبنانية أمر التنظيم وألقت القبض على عدد قليل من الطلبة دون أن تتمكن من معرفة هيكلية وكيفية عمل التنظيم الطلابي في المرحلة السابقة باستثناء اسم رئيس المكتب يوسف المسمار الذي استطاع الإفلات من أيدي السلطات اللبنانية واستمر بعمله السري في متابعة الحلقات الإذاعية مع جوزيف بابلو في أوساط طلبة الحزب السوري القومي الإجتماعي إلى أن تمكّن من مغادرة لبنان والذهاب إلى البرازيل في نهاية العام 1969 فصدر بحقه حكما غيابيا بالسجن لمدة أربع سنوات.

### نشاطات ومشاركات في البرازيل
- شارك في عام 1970 في تأسيس جمعية الدراسات العربية - البرازيلية في مدينة كوريتيبا - البرازيل
- شارك في الاجتماع التأسيسي لاتحاد الجمعيات العربية الأميركية (فياراب) في سان باولو- البرازيل.
- شارك أيضاً في تأسيس عصبة الأدب العربي المهجري في البرازيل وكان مدير إعلامها وأشرف على تحرير الصفحة الأدبية للعصبة في جريدة «الأنباء» التي كانت تصدر في سان باولو لصاحبها الأديب القومي الاجتماعي نواف حردان كما كان مدير تحرير جريدة الأنباء من العام 1976 حتى عام 1979 .
- عمل مترجما قانونيا لشركة مندس جونيور العالمية التي نفّذت مشروع سكة حديد بغداد - عكاشات وقسم من مشروع طريق المرور السريع في مي محافظة الأنبار - العراق من نهاية العام 1979 حتى 1985 وكان مسؤول العلاقات العامة في الشركة.

- انتسب إلى دار الصحافة في سان باولو عام 1977 .
- هو المدير الثقافي للجمعية الثقافية السورية/ البرازيلية.
- عضو عامل في جمعية الصحافة البرازيلية في ولاية بارانا.
- عضو عامل في مركز الآداب البرازيلي في بارانا.
- مدير إعلام عصبة الأدب العربي المهجري في البرازيل.
- مترجم محلف للغتين البرتغالية والعربية.
- ألّف أول قاموس عربي برتغالي وبرتغالي عربي سنة 1980 وهو القاموس الأول في العالم للغتين العربية والبرتغالية.
- صدر له العديد من الكتب النثرية والشعرية ومن مؤلفاته الكتب التالية:

## مؤلفات
- مجموعة شعرية قبل مغادرته لبنان صودرت من قبل السلطات اللبنانية
- انتصار الحياة: مسرحية شعرية قبل مغادرته لبنان صودرت من قِبل السلطات اللبنانية
- دراسة في الفلسفة القومية الاجتماعية قبل مغادرته لبنان صودرت من قبل السلطات اللبنانية
- دراسة في النظام القومي الاجتماعي قبل مغادرته لبنان صودرت من قبل السلطات اللبنانية
- لـهب النهضة: شعـر
- ترجمة محاضرات في العقيدة القومية الاجتماعية إلى اللغة البرتغالية للمعلم أنطون سعادة

- القاموس البرتغالي- العربي
- القاموس العربي – البرتغالي
- القاموس الجامع: برتغالي - عربي - برتغالي

- لـهب النهضة: شعـر
- قصائـد للنهضة: شعـر
- قصائـد مضيئة: شعـر
- قطرات من نور: شعـر
- على مشارف النور: شعـر
- نوافير نور: شعـر

- أوراق للحياة: مجموعة مقالات
- أعداد نوافذ على الفلسفة المدرحية
- مفاهيم قومية اجتماعية: مجموعة مقالات
- ترجمة كتاب «نشوء الأمم» من العربية إلى اللغة البرتغالية للمعلم وعالم الاجتماع أنطون سعادة
- ترجمة قصة «نور في الظلام» من البرتغالية إلى العربية للكاتب سليم ميغال بطلب من دار الكتب الوطنية العامة في البرازيل بهدف نشر الثقافة البرازيلية وقد غيَّرت لجنة النشر في بيروت العنوان وأعطت القصة عنوانا آخر هو: الكورة البرازيل ذهابا وإيابا
- أضواء سورية قومية اجتماعية: مقالات ورسائل
- أنطون سعادة العالم الاجتماعي والفيلسوف باللغتين: العربية والبرتغالية
- كـلام للأجيال: مقالات ورسائل
- التاريخ لا يرحم الجبناء: مقالات
- أقوال مأثورة للشاعر المنسي بوبليو السوري بالعربية والبرتغالية والأسبانية والفرنسية والإنكليزية مع الأصل اللاتيني
- نداء الحياة: مقالات ورسائل
- قصائد للنهضة: طبعة ثانية
- عاصفة من حقائق: مقالات ورسائل
- خواطر من الحياة وللحياة
- الحرية صراع تطور
- القومية الاجتماعية عقيدة انتصار
- ترجمة مبادىء الحزب السوري القومي الاجتماعي إلى البرتغالية
- ترجمة مبادىء الحزب السوري القومي الاجتماعي إلى الفرنسية
- ترجمة محاضرات للعالم الاجتماعي أنطون سعادة إلى البرتغالية